# Sénac
Sénac é uma comuna francesa na região administrativa de Occitânia, no departamento dos Altos Pirenéus. Estende-se por uma área de 8,94 km². Em 2010 a comuna tinha 300 habitantes (densidade: 33,6 hab./km²).